# Müllerthal
Müllerthal (Luxemburgs: Mëllerdall) is een plaats in de gemeente Waldbillig en het kanton Echternach in Luxemburg. Müllerthal telt 147 inwoners (2001).
De plaats ligt aan de Zwarte Ernz nabij de waterval Schiessentümpel en bij de mondingen van de Bëllegerbaach, de Kaaselbach en de Consdrëferbaach.
De omgeving staat bekend om de fraaie wandelroutes die er mogelijk zijn.

## Geboren
- Édouard Thibold (1925-2001), Luxemburgs kunstenaar en prehistoricus